# Deutz AG
Deutz AG is een Duitse fabrikant van motoren.
Deutz AG uit de Duitse plaats Köln-Deutz (de overkant van de Rijn in Keulen) is een van de bekendste motorenfabrikanten ter wereld die onder verschillende namen bekend is, zoals KHD (Klöckner-Humboldt-Deutz AG), de vrachtwagens van Magirus-Deutz en de tractoren van SDF (SAME Deutz-Fahr) met de merken Deutz-Fahr, SAME, Lamborghini en Hürlimann. Het logo is een grote "M", met daarop de gestileerde spits van de Ulmer Munster, afkomstig van de voertuigbouwer Magirus uit Ulm.

## Activiteiten
Deutz is een grote producent van motoren voor diverse toepassingen. De motoren met een vermogen van 18,4 kW tot 520 kW worden gebruikt voor mobiele en stationaire toepassingen. Belangrijkste afnemers voor zijn de mijnbouwsector en producenten van vrachtwagens en autobussen. Deutz motoren worden ook gebruikt voor generatoren en compressors. In 2015 bestond het bedrijf 150 jaar en in de hele historie heeft het bedrijf zo’n negen miljoen motoren gefabriceerd.
Deutz motoren worden wereldwijd afgezet. Europa is de belangrijkste afzetmarkt, hier wordt ruim 60% van de omzet gerealiseerd. Noord- en Zuid-Amerika vertegenwoordigen een kwart van de omzet en verder worden de motoren en diensten afgezet in Azië. In de Volksrepubliek China heeft het bedrijf een joint venture, DEUTZ Dalian Engine Co. Per jaareinde 2015 telde het bedrijf 3730 medewerkers en besteed ongeveer 3% van de omzet aan R&D.
De aandelen van het bedrijf staan op de beurs genoteerd. De aandelen zijn verspreid over een groot aantal aandeelhouders. Het aandeel maakt deel uit van de SDAX-aandelenindex.

## Geschiedenis

### N.A. Otto & Cie, Gasmotoren-Fabrik Deutz AG

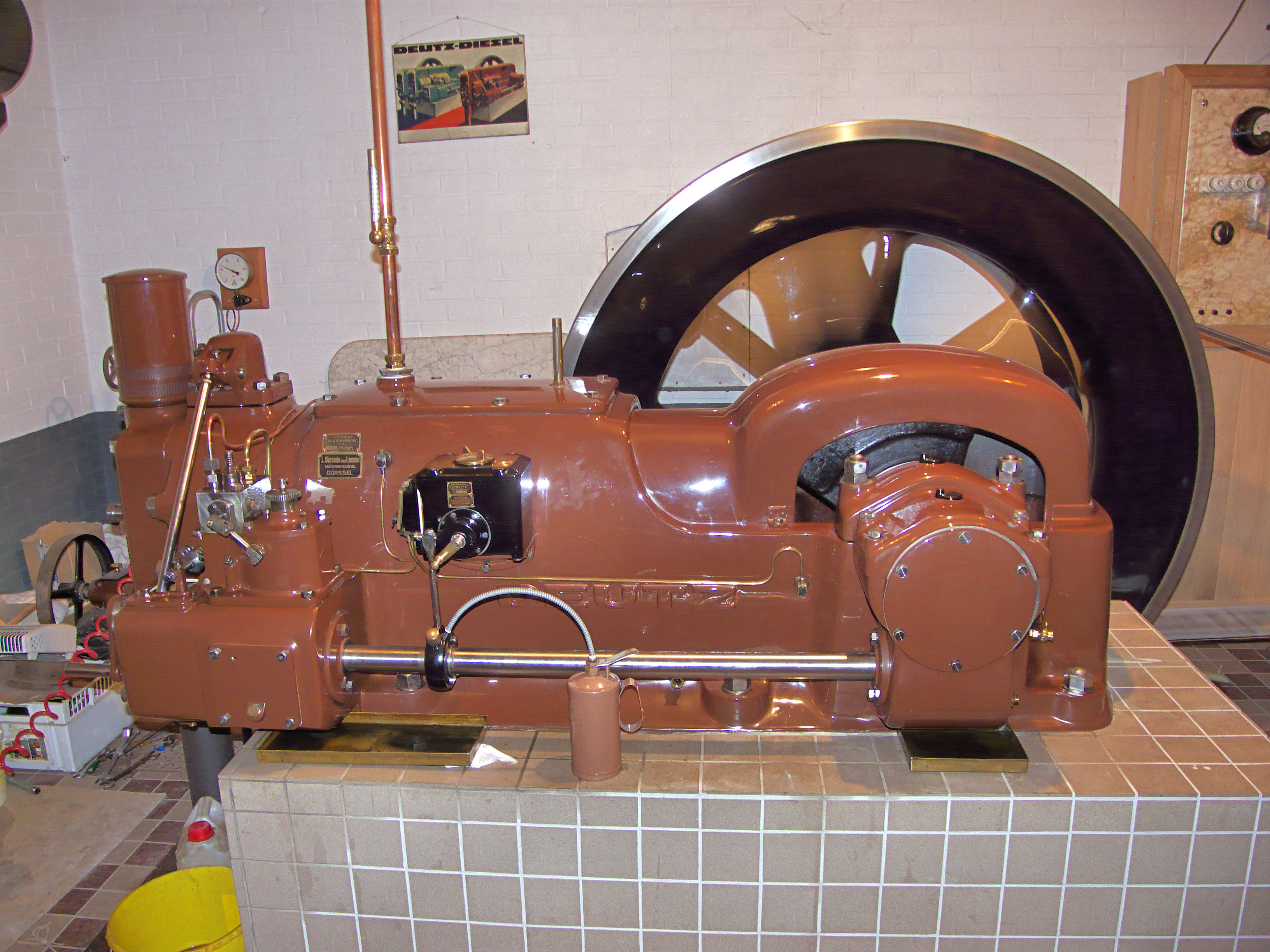
Humboldt-Deutz MIH 338 ruwoliemotor

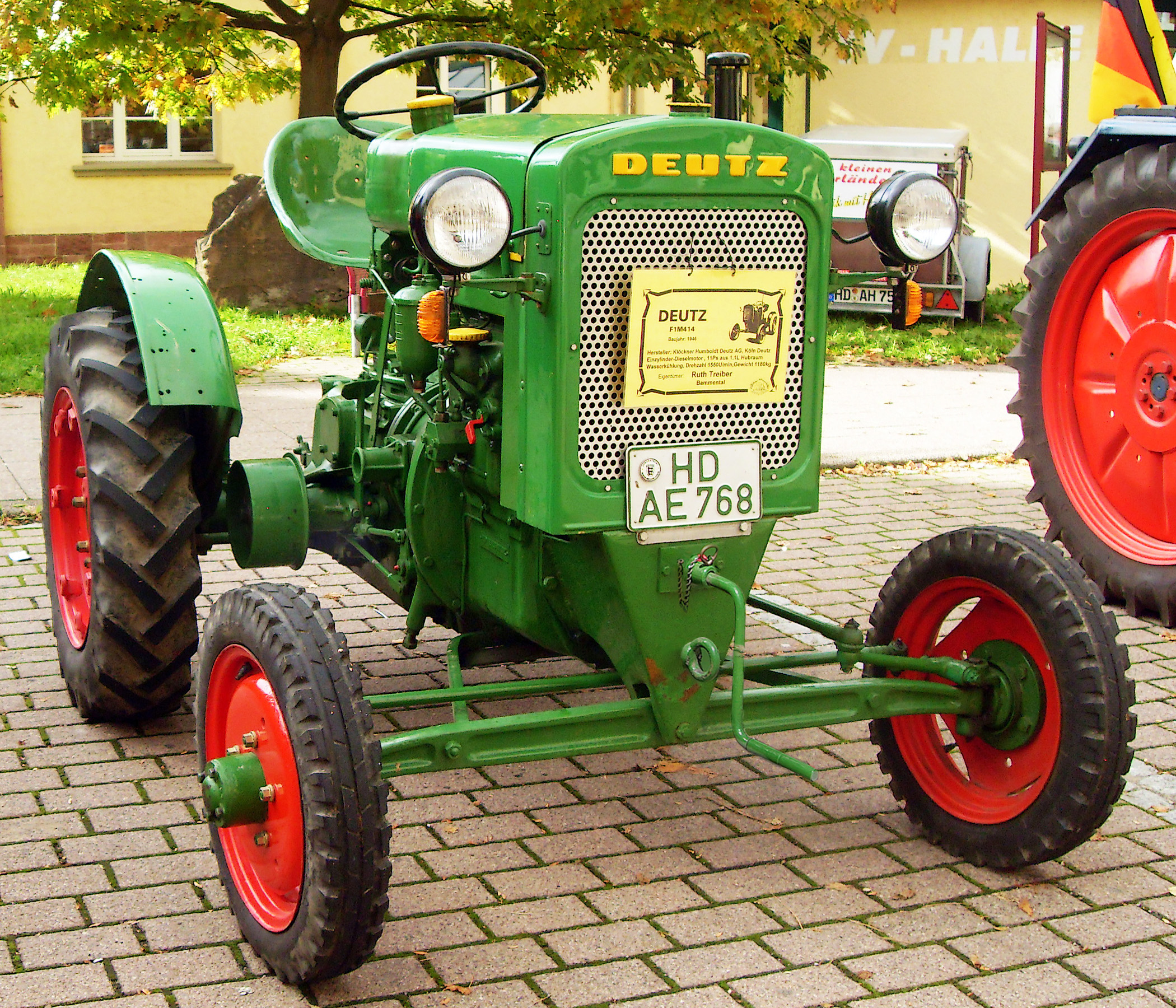
Deutz F1 M 414 Tractor (1946)

In 1864 werd de N.A. Otto & Cie opgericht door Eugen Langen en Nicolaus Otto. Derhalve kan de Keulse fabriek worden aangemerkt als oudste motorenfabriek ter wereld. In 1869 verhuisde het bedrijf naar Deutz en vanaf 1872 heette het Gasmotoren-Fabrik Deutz AG. Toentertijd werkten Gottlieb Daimler en Wilhelm Maybach in de fabriek. In 1876 maakte Otto de eerste motor die op verschillende brandstoffen kon rijden. Dit was een door kolengas aangedreven machine met 3 pk en 180 omwentelingen per minuut. Zes jaar later werd de eerste dieselmotor gepresenteerd.
De fabriek maakte ook motorlocomotieven voor trams op de brandstof benzeen. De tramlijn Venlo - Tegelen - Steyl heeft in het begin van de 20e eeuw hier een drietal van aangeschaft.
Door andere bedrijven op te kopen groeide het bedrijf. In 1892 begon het bedrijf locomotieven te bouwen, iets wat het tot 1970 zou blijven doen. Aanvankelijk in licentie van MAN, bouwde het vanaf 1897 dieselmotoren. Tussen 1907 en 1912 werden onder leiding van Ettore Bugatti zonder veel succes auto's geproduceerd, maar de in 1926 gestarte tractorbouw groeide uit tot een van de pijlers van het bedrijf. Op dat moment maakte het luchtgekoelde, oliegekoelde en watergekoelde diesel- en gasmotoren, voor zowel stationair gebruik als in voertuigen.

### Humboldt-Deutz, Klöckner-Humboldt-Deutz (KHD)
In 1930 fuseerde het bedrijf met de machinebouwer Humboldt AG uit Keulen, dat voornamelijk machines bouwde voor de verwerking van bulkmateriaal. De Motorenfabrik Oberusel volgde niet lang daarna. In 1936 nam het Magirus uit Ulm over, een bekende fabrikant van voornamelijk brandweervoertuigen. Het was een goede mix; Magirus had motoren nodig, Deutz had een voertuigbouwer nodig.
In 1938 volgde de fusie tussen Humboldt-Deutz en Klöckner-Werke AG, waaruit Klöckner-Humboldt-Deutz AG (KHD) ontstond. Tijdens de Tweede Wereldoorlog bouwde het tanks, vrachtauto's, tractors op rupsbanden, en zogenaamde "Half-tracks". Tijdens de oorlog kreeg de onderneming veel te lijden van bombardementen, maar kon toch vrij vlot na de oorlog weer tractors en trucks produceren. Men begon een unieke luchtgekoelde dieselmotor te bouwen, en het ontbreken van een geluiddempende watermantel bezorgde de Magirus-trucks een eigenaardig en onmiskenbaar geluid.
In 1953 nam het de Verenigde West-Duitse Wagonfabrieken Westwaggon over, waarna het bedrijf zich enige tijd ook met trams bezighield. Rond deze tijd was Magirus de grootste Duitse vrachtwagenproducent geworden.
Grote investeringen in nieuwe modellen voor Magirus-Deutz en de bouw van een nieuwe fabriek in Ulm hadden KHD in een financieel zwakke positie gebracht. Locomotieven werden niet meer gebouwd vanaf 1970. Een grote order van de Sovjet-Unie in 1974, waarbij 9000 Magirus-Deutz vrachtauto's geleverd werden, zorgde voor enige lucht. Hoewel de luchtgekoelde diesels in Siberië een voordeel waren, verouderde de luchtgekoelde diesel meer en meer.
Zoals andere fabrikanten in deze tijd, waaronder DAF, zocht men samenwerking met partners. In 1975 fuseerde het vrachtwagengedeelte met een aantal andere merken tot Iveco. KHD ging zich weer op motorenbouw concentreren en verkocht om financiële redenen het belang in Iveco, waarmee de naam Magirus-Deutz min of meer verdween. In Amerika, waar het merk zich op richtte, werd het bedrijf niet bepaald met open armen ontvangen en het avontuur bleek financieel een ramp.

### Deutz AG
In de loop van de jaren werden drie grote bedrijfsonderdelen verkocht: KHD Wedag, Allis-Chalmers en ook de activiteiten in landbouwmachines. Ook anderszins veranderden de eigendomsverhoudingen.
KHD Wedag ging naar MFC Bancorp; Deutz-Fahr nam Allis-Chalmers over en hernoemde het in Deutz-Allis. In 1985 nam KHD Motorenwerke Mannheim (MWM) over. In 1995 werd het agrarische deel (Deutz-Fahr) aan de Italiaanse SAME-groep verkocht. In 2003 kocht SAME Deutz-Fahr een aandelenbelang in Deutz. De Italiaanse trekkerfabrikant betaalde 68,7 miljoen euro en kreeg daarmee een belang van 29,5 procent. De twee gingen nauwer samenwerken op het gebied van dieselmotoren voor trekkers. Sinds 1998 heeft het Zweedse Volvo AB 7 procent van de aandelen en vergrootte dit belang naar 25 procent plus een aandeel in 2012. In 2005 werd een dochterbedrijf Deutz Power Systems GmbH und Co KG opgericht.
Air Berlin · Alstria office REIT · Arques Industries · Axel Springer SE · Bertrandt · Biotest · C.A.T. Oil · Centrotec Sustainable · CeWe Color · Colonia Real Estate · comdirect bank · Constantin Medien · CTS Eventim · Curanum · Delticom · Deutsche Beteiligungs AG · Deutsche Wohnen · Deutz · DIC Asset · Dürr · Dyckerhoff · elexis · Gerry Weber · Gesco · GfK · Grammer · Grenkeleasing · H & R WASAG · Highlight Communications · Homag Group · Hornbach Holding · Indus Holding · Jungheinrich · Koenig & Bauer · KUKA AG · KWS SAAT · Loewe · Medion · MPC Capital · MVV Energie · Patrizia Immobilien · SKW Stahl-Metallurgie Holding · Sixt · TAG Immobilien · TAKKT · Tipp24 · VBH Holding · Villeroy & Boch · VTG · Wacker Neuson SE